# Верхние Ачалуки
Ве́рхние Ачалу́ки (ингуш. Черкъий-Юрт, Йоккха Ачалкхе) — село в Малгобекском районе Республики Ингушетия.
Образует муниципальное образование сельское поселение Верхние Ачалуки как единственный населённый пункт в его составе.

## География
Село расположено по обоим берегам реки Ачалук, в 30 км к юго-востоку от районного центра Малгобек и в 25 км к северо-западу от города Магас.
Ближайшие населённые пункты: на северо-западе — село Гейрбек-Юрт, на северо-востоке — село Средние Ачалуки, на юго-востоке — сёла Барсуки и Плиево, на юге — город Назрань и на юго-западе — сёла Долаково и Кантышево.
Вдоль северной окраины села протекает речка Ачалук. Река имеет преимущественно талово-дождевое питание и поэтому в летнее половодье часто пересыхает. В центре села расположена курганная возвышенность «Бур-боарз», северный склон которой занимают кладбища.
Со всех сторон село окружено холмами и рельеф местности в большей части пересечённый. В открытых просторах часто можно увидеть разновидность животного и растительного мира: зайца, лису, кролика, куропаток и др..
В селе есть много холмов, имеющих народные названия: «Холм двух могил», «Маковый холм» (на нем цветут маки). В окрестностях имеются засохшие болота. Рядом со Средними Ачалуками водопой для животных, на месте которого раньше был пруд с чистыми родниками. Сегодня этот пруд со всех сторон зарос камышами.

## Этимология
Название села происходит от речки Ачалук, в долине которого оно и расположено. Однако точное происхождения названия топонима до сих пор не установлено.
Ингушские исследователи Кодзоев Н. и Газиков Б. предполагали, что термин «Ачалуки», возможно, имеет тюркское происхождение, и выдвигали теорию, что в период монголо-татарского нашествия, один из приближённых хана подошёл к реке и, сделав глоток воды из неё, воскликнул: «Ачалки!», что в переводе с тюркского означает «горько-солёная вода».
Согласно другой версии, здесь когда-то располагалось селение некого кабардинского князя Ачалуко, имя которого со временем закрепилась и за речкой.

## История
Ингушский историк Газиков Б. отмечает, что: «В боковых ущельях долины реки Ачалук много древних курганов, а в балках видны овраги, по которым текли когда-то ручьи. Это свидетельствуют о том, что и в древности этот край был густо населен».
XIX век
В начале XIX века данная территория входила в состав Малой Кабарды, а в долине реки Ачалуки проживали кабардинцы, которые постепенно ушли на запад.
Верхние Ачалуки впервые упоминаются в документах 1820 года, когда здешние земли были выкуплены у кабардинских князей и отпущена Императором России Александром II под заселение ингушам, решившим переселиться из гор.
Согласно местным данным, предполагается, что первопоселенцами села Верхние Ачалуки были представители рода Бековых. Род Бековых, во главе со старшиной Бековым Черкхом поселились на территории современного села в 1820-х годах в количестве 60 дворов, куда также входили фамилии — Чапановы, Чаниевы, Гогиевы, Акиевы, Евлоевы и др. Первопоселенцы селились у подножья горы. На самом верху стоял сторож, который в случае опасности быстро сообщал об этом жителям села. Жители по очереди несли охрану села.
Ингушский поэт и просветитель Тембот Беков пишет: «Так было основано село Ачалуки вокруг „Бур-боарза“. Обмотав рог зелёной тканью, сделав три круга вокруг „Бур-боарза“ зарезали белого барана; впереди всех стоял Ӏамарха Черкъе, держа в руках чашу с медом и раздавались выстрелы ружья, когда произносили имена лучших».
Люди постепенно обживали эти места, строили дома, вели хозяйство. В 1886 году в Верхних Ачалуках уже насчитывалось 195 дворов и проживало почти 1200 человек.
XX век
В 1932—1934 годах, в ингушских сёлах был страшный голод, особенно пострадали ачалукские сёла. Известно, что в Верхних Ачалуках было только одно место, где хлеб строго один раз в день выдавали. Этот голод был спровоцирован сильной засухой и последующими неурожаями.
После депортации ингушского народа в феврале 1944 года горная Ингушетия отошла к Грузии, а плоскостная вошла в состав Северо-Осетинской АССР, исключая часть Галашкинского района, включённую в Грозненскую область. Названия населённых пунктов были массово переименованы. 29 апреля 1944 года был издан указ о переименовании Ачалукского района в Нартовский район, а селения Верхние Ачалуки — в Верхне-Ацылык.
В 1957 году ингуши были возвращены на свои прежние места проживания. С восстановлением Чечено-Ингушской АССР, в 1958 году, населённым пунктам были возвращены их прежние названия и оформлена их документальная фиксация.

## Население
| 1926  | 2002  | 2006  | 2007  | 2008  | 2009  | 2010  |
| ----- | ----- | ----- | ----- | ----- | ----- | ----- |
| 2859  | ↗8513 | ↗8871 | ↗8962 | ↗9061 | ↗9208 | ↘7468 |
| 2011  | 2012  | 2013  | 2014  | 2015  | 2016  | 2017  |
| ↗7489 | ↗7633 | ↗7756 | ↗7943 | ↗8112 | ↗8229 | ↗8337 |
| 2018  | 2019  | 2020  | 2021  | 2023  | 2024  | 2025  |
| ↗8399 | ↗8457 | ↗8590 | ↘8506 | ↗8620 | ↗8713 | ↗8832 |

Национальный состав
По данным Всероссийской переписи населения 2010 года:
| № | Национальность | Численность, чел. | Доля   |
| - | -------------- | ----------------- | ------ |
| 1 | ингуши         | 7399              | 99,1 % |
| 2 | другие         | 69                | 0,9 %  |

## Культура
В феврале 2019 года в селе открыт Дома Культуры с концертным залом на 200 мест, с большими сценическими площадками и мастерскими. В открытии культурного объекта принял участие глава республики Ингушетии Юнус-Бек Евкуров.